# ЕУФОР Алтеја
ЕУФОР Алтеја (енгл. EUFOR Althea), пун назив Снаге Европске уније „Алтеја” (енгл. European Union Force Althea), распоређене су војне снаге у Босни и Херцеговини са задатком надгледања спровођења Дејтонског мировног споразума. ЕУФОР је насљедио НАТО мировне снаге СФОР и ИФОР. Прелаз са СФОР-а на ЕУФОР великим дијелом био је само промјена назива и команданата: 80% снага остало је на својим положајима. ЕУФОР је СФОР замијенио 2. децембра 2004. године.

## Опште гледиште
Цивилну примјену Дејтонског мировног споразума надгледа Канцеларија Високог представника. ЕУФОР има 2.503 војна из 27 различитих земаља, највећим дијелом из земаља чланица Европске уније. Ту су, такође, додатне снаге из других земаља, као што су Чиле и Турска.
Командант Еуфора је тренутно генерал-мајор Антон Валдер из Аустрије, који се на тој позицији налази од марта 2017. године. За ову мисију, Војни штаб Европске уније користи Врховну команду Савезничких снага у Европи као Оперативну команду ЕУ и ради преко замјеника Врховног команданта Савезничких снага у Европи, европског официра.
ЕУФОР је преузео све мисије СФОР-а, осим потјере за појединицима које потражује Међународни кривички суд, што је остало мисија Натоа коју спроводи преко Штаба Натоа у Сарајеву. ЕУФОР спроводи полицијске дјелатности против организованог криминалаца, за који се вјерује да је повезан са осумљиченима за ратне злочине. Сарађивао је са Полицијском мисијом у Босни и Херцеговини и са Дирекцијом за координацију полицијских тијела Босне и Херцеговине. Специјални представник Европске уније у Босни и Херцеговини пружа политичко вођство ЕУФОР-у о војним питањима са мјесном политичком димензијом.
Марта 2015. године, ЕУФОР је имао укупно 660 војника из 23 земље. Земље које у мисији учествују са својим снагама су: из ЕУ: Аустрија, Бугарска, Грчка, Ирска, Италија, Мађарска, Пољска, Румунија, Словачка, Словенија, Уједињено Краљевство, Финска, Француска, Холандија, Чешка, Шведска и Шпанија.

## Команданти
| Бр. | Земља    | Чин           | Име                      | Период                       |
| --- | -------- | ------------- | ------------------------ | ---------------------------- |
| 1   | УК       | Генерал-мајор | Дејвид Ликеј             | 2. 12. 2004. — 6. 12. 2005.  |
| 2   | Италија  | Генерал-мајор | Ђан Марко Кијарини       | 6. 12. 2005. — 5. 12. 2006.  |
| 3   | Њемачка  | Контраадмирал | Ханс-Јохем Витахојер     | 5. 12. 2006. — 4. 12. 2007.  |
| 4   | Шпанија  | Генерал-мајор | Игнасио Мартин Виљалајин | 4. 12. 2007. — 4. 12. 2008.  |
| 5   | Италија  | Генерал-мајор | Стефано Кастањото        | 4. 12. 2008. — 3. 12. 2009.  |
| 6   | Аустрија | Генерал-мајор | Бернхард Бајр            | 4. 12. 2009. — 6. 12. 2011.  |
| 7   | Аустрија | Генерал-мајор | Роберт Бригер            | 6. 12. 2011. — 3. 12. 2012.  |
| 8   | Аустрија | Генерал-мајор | Дитер Хајдекер           | 3. 12. 2012. — 17. 12. 2014. |
| 9   | Аустрија | Генерал-мајор | Јохан Луиф               | 17. 12. 2014. — 24. 3. 2016. |
| 10  | Аустрија | Генерал-мајор | Фридрих Шретер           | 24. 3. 2016. — 28. 3. 2017.  |
| 11  | Аустрија | Генерал-мајор | Антон Валднер            | 28. 3. 2017. — 28. 3. 2018.  |
| 12  | Аустрија | Генерал-мајор | Мартин Дорфер            | 28. 3. 2018. — 26. 6. 2019.  |
| 13  | Аустрија | Генерал-мајор | Рајнхард Тришак          | 26. 6. 2019. — 14. 1. 2021.  |
| 14  | Аустрија | Генерал-мајор | Александаер Плацер       | 14. 1. 2021. — 20. 1. 2022.  |
| 15  | Аустрија | Генерал-мајор | Антон Весели             | 20. 1. 2022. — данас         |